# 共産主義者同盟 (マルクス主義戦線派)
共産主義者同盟 (マルクス主義戦線派)（きょうさんしゅぎしゃどうめいマルクスしゅぎせんせんは）は、1964年代に結成された日本の新左翼党派で、共産主義者同盟（ブント）の分派の一つ。通称はマル戦派など。名称の由来は機関紙「マルクス主義戦線」。

## 概要
1958年に結成された（第一次）共産主義者同盟は1960年に戦旗派、プロレタリア通信派（プロ通派）、革命の通達派（革通派）の3派、および分裂を回避した関西派の計4派に分裂した。革通派は服部信司などの東大グループや東京社会主義学生同盟（社学同）を中心とし、東京理論的指導者は宇野経済学を基礎としながらも世界資本主義論を提唱した岩田弘であった。しかし革通派は中心メンバーの引退などで消滅し、共産同や社学同は解散が確認された。
1962年12月にマル戦派の前身であるマルクス主義戦線委員会により機関紙『マルクス主義戦線』が創刊された。そして1964年3月に共産主義者同盟再建大会（議長・服部信司）が開催され、共産主義者同盟 (マルクス主義戦線派)が結成された。機関紙では労働運動を重視し、学生運動の扱いは少なかった。
1966年の第二次共産主義者同盟（第二次ブント）に参加するが、1968年に離脱。離脱後は共産主義者同盟労働者革命派結成準備会（労革派）が分裂し、また岩田理論批判派がレーニン主義者協議会（L協）を結成。更に労革派は前衛派（後に青年共産主義同盟を結成）と怒涛派（後に労働者共産主義委員会を結成）に分裂した。